# Serrinha (Rio Grande do Norte)
Serrinha is een gemeente in de Braziliaanse deelstaat Rio Grande do Norte. De gemeente telt 6.885 inwoners (schatting 2009).